# Ascione (torrente)
L'Ascione è un piccolo torrente della provincia di Arezzo.

## Percorso
L'Ascione nasce dai modesti rilievi presso il Convento di Ganghereto, ai piedi del Pratomagno. Attraversa parte del Valdarno aretino passando per le campagne e le frazioni a valle della strada dei Setteponti e dando il nome ad un'area del Valdarno (val d'Ascione), tra Terranuova Bracciolini e Campogialli.
Il torrente finisce il suo corso nell'Arno, dove sfocia in quella che è oggi, dopo la costruzione della diga di Levane, l'area naturalistica di Bandella. In tutta la zona l'Ascione permette un ricco raccolto agricolo a coltivazioni di granturco, girasoli e viti.